# Gould-rézkakukk
A Gould-rézkakukk (Chrysococcyx minutillus russatus vagy Chrysococcyx russatus) a madarak osztályának kakukkalakúak (Cuculiformes) rendjébe, ezen belül a kakukkfélék (Cuculidae) családjába tartozó faj.

## Rendszerezése
Christidis Boles (2008) szerint a kis rézkakukk (Chrysococcyx minutillus) alfaja Chrysococcyx minutillus russatus G. R. Gray, 1862.

## Előfordulása
Ausztrália, a Fülöp-szigetek Indonézia, Malajzia, Pápua Új-Guinea  és Kelet-Timor területén honos.

## Külső hivatkozások
- Képek az interneten a fajról
- Ibc.lynxeds.com - videó a fajról